# Hourstonius pusilloides
Hourstonius pusilloides is een vlokreeftensoort uit de familie van de Amphilochidae. De wetenschappelijke naam van de soort is voor het eerst geldig gepubliceerd in 1933 door Clarence Raymond Shoemaker.